# Хамад бин Халифа ал-Тани
Хама̀д ибн Халѝфа ал-Танѝ (на арабски: حمد بن خليفة آل ثاني; род. на 1 януари 1952 г. в Доха, Катар) е седмият емир на Катар от 27 юни 1995 до 25 юни 2013 г. Става емир след като сваля от власт баща си Халифа ибн Хамад, докато той е на почивка в Швейцария.
Започва образованието си в Катар, завършва Кралската военна академия Сандхърст (Великобритания) през юли 1971 г., служи в катарската армия. След 31 май 1977 г. е престолонаследник и министър на отбраната, прави много за модернизирането на армията. Отговаря и за спортната подготовка на младежта. Участва активно в подкрепа на спорта. На 27 юни 1995 г. в резултат на безкръвен преврат той сваля баща си и идва на власт. Той е в лошо здраве, страда от диабет, опериран е. През 1997 г. прави Катар първата страна в региона, дала избирателно право на жените. През 1996 г. той допринася за появата на телевизионния канал Ал-Джазира.

## Биография
Шейх Хамад ибн Халифа ал-Тани е роден през януари 1952 г. в Доха, където израства и се образова. След това постъпва в британската Кралската военна академия Сандхърст. След дипломирането си през 1971 г. се присъединява към въоръжените сили на Катар, където е повишаван до чин генерал-майор. Приписват му ключова роля в развитието на въоръжените сили.
На 31 май 1977 г. е назначен за престолонаследник и министър на отбраната. На 10 май 1989 г. шейх Хамад става председател на Върховния съвет за планиране, който има за задача да развива социалната и икономическата политика на Катар.
От 1992 г. баща му дава на Хамад все повече и повече власт в управлението на Катар, включително власт над развитието на нефтения и газовия комплекс на страната. През 1995 г., с подкрепата на други членове на семейството, докато баща му е в чуждестранна командировка в Швейцария, Хамад става върховен държавен глава на Катар. Бащата живее в изгнание във Франция от 1995 г. и се завръща в родината си едва през 2004 г.
Управлението на Хамад ибн Халифа ал-Тани бележи ера на реформи и модернизация за Катар. На първо място, петролният и газов комплекс на Катар получава нов тласък за развитие благодарение на привличането на чуждестранни инвестиции от най-големите световни компании: ExxonMobil, Shell, Total и т.н. В резултат на това Катар се превръща във водещ производител и износител на втечнен природен газ.
Емирът на Катар със свой указ основава новинарския телевизионен канал Ал-Джазира.
Сред арабските владетели той се смята за прогресивен лидер, въпреки факта, че запазва абсолютната власт. Хуманитарните и благотворителни програми, ръководени от втората съпруга на емира, Моза, се ползват с голяма известност.

## Пенсиониране и след това
На 25 юни 2013 г. Хамад предава властта на сина си Тамим бин Хамад ал-Тани в телевизионна реч. По отношение на смяната на властта Хамад казва: „Дойде време да отворим нова страница в пътя на нашата нация, която ще накара новото поколение да носи отговорностите.“
След пенсионирането си той е наричан сред народа „емирът баща“. Четвъртият му син Тамим ибн Хамад ал-Тани от втората му съпруга, Моза ибнт Насър, сега е осмият и настоящ емир на Катар.
Смята се, че Хамад от няколко години страда от влошено здраве. През декември 2015 г. той е откаран със самолет в Цюрих, Швейцария за лечение, след като чупи крака си по време на почивка в Атласките планини в Мароко.

## Бракове и деца
Шейх Хамад има три съпруги и двадесет и четири деца (единадесет сина и тринадесет дъщери):
- Първата съпруга на Хамад е негова първа братовчедка, шейха Мариам инбт Мохамед ал-Тани, дъщеря на чичо му по бащина линия, шейх Мохамед ибн Хамад бин Абдула ал-Тани.[6] They have two sons and six daughters.

- Втората съпруга на Хамад е шейха Моза инбт Насър ал-Миснед (родена на 8 август 1959 г., Ал-Хор), дъщеря на Насър ибн Абдула ал-Миснед. Двамата имат пет сина (един от тях е Тамим бин Хамад ал-Тани) и две дъщери.
- Третата съпруга на Хамад е шейха Нура инбт Халид ал-Тани, отново негова първа братовчедка, дъщеря на чичо му по бащина линия, шейх Халид ибн Хамад ибн Абдула ал-Тани, който е бил министър на вътрешните работи. Имат четирима синове и пет дъщери.

## Награди
Шейх Хамад е носител на две награди на Катар: Орден на независимостта и Орден за заслуги. Освен това той е удостоен с над 50 държавни награди от различни страни по света. Носител е на българския орден Стара планина с лента.